# 雷托里城堡

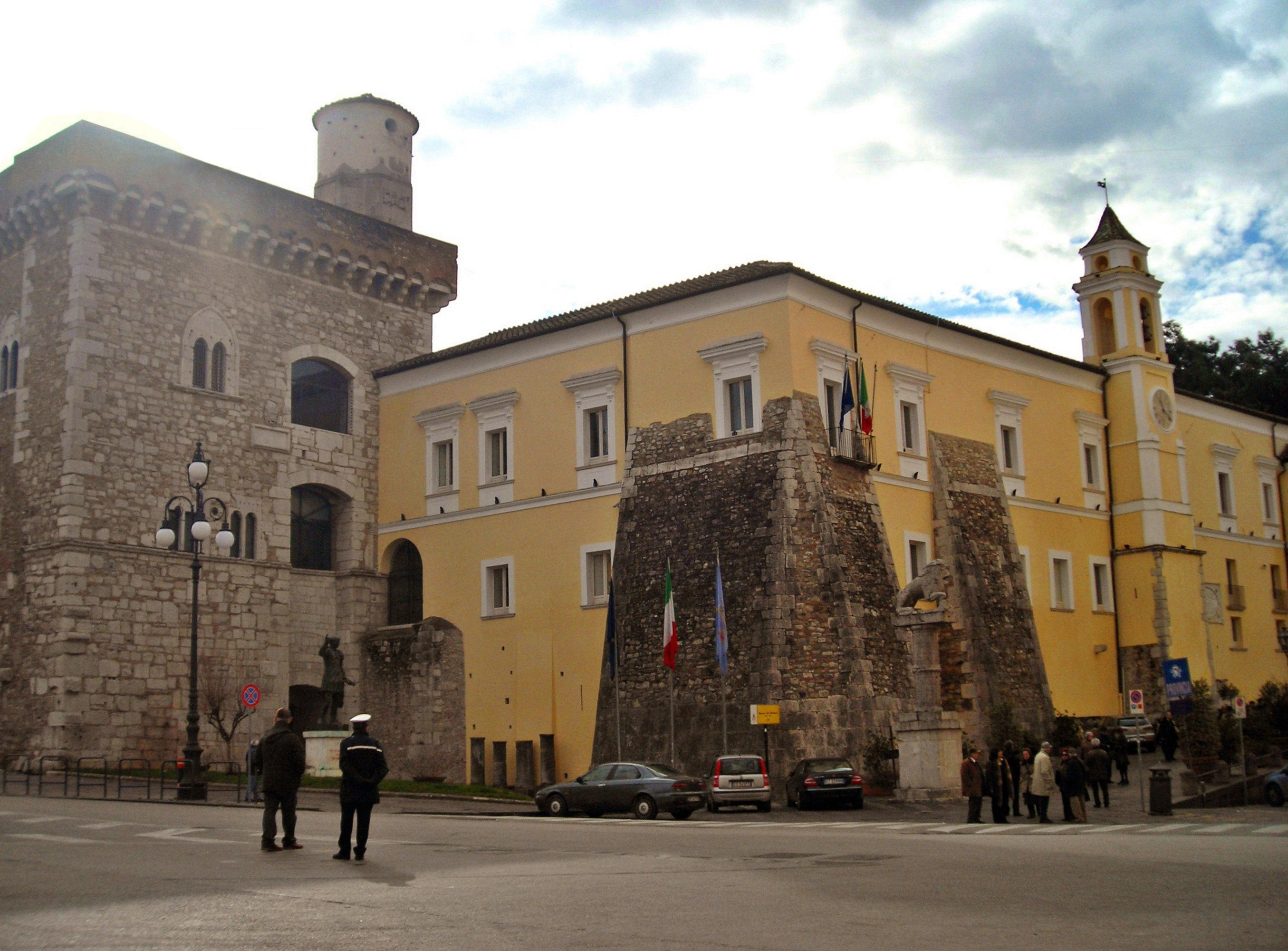

雷托里城堡（Rocca dei Rettori）位于意大利南部城市贝内文托，座落在古城区的制高点，控制着两条河流和两条古道。目前设有Samnium博物馆。在城堡花园内也可见到罗马Castellum aquae遗址。本笃会在此有一个修道院。
其实雷托里城堡包括两座建筑：大塔楼（Torrione），高28米，由伦巴第人始建于871年；以及总督宫（Palazzo dei Governatori）由教宗建于1320年。作为教宗总督驻地。